# با من پیر شو
«با من پیر شو» تک‌آهنگی از هنرمند اهل بریتانیا تام اودل است که در سال ۲۰۱۳ میلادی منتشر شد.